# Lovers Live
Lovers Live è un album dei Sade pubblicato nel 2002 dalla Epic Records.

## Tracce
CD
1. Cherish the Day
2. Somebody Already Broke My Heart
3. Smooth Operator
4. Jezebel
5. Kiss of Life
6. Slave Song
7. Sweetest Gift
8. The Sweetest Taboo
9. Paradise
10. No Ordinary Love
11. By Your Side
12. Flow
13. Is It A Crime

DVD
1. Cherish the Day
2. Your Love Is King
3. Somebody Already Broke My Heart
4. Cherry Pie
5. Pearls
6. Every Word
7. Smooth Operator
8. Redeye
9. Jezebel
10. Kiss of Life
11. Slave Song
12. Sweetest Gift
13. The Sweetest Taboo
14. Lovers Rock
15. Immigrant
16. Paradise
17. King of Sorrow
18. No Ordinary Love
19. By Your Side
20. Flow
21. Is It A Crime
22. It's Only Love That Gets You Through
23. Backstage Footage
24. Message To Sade
25. King Of Sorrow (video)
26. Tour Photo Gallery

## Formazione
- Sade Adu – voce, arrangiamenti
- Andrew Hale – tastiere
- Stuart Matthewman – chitarra, sassofono
- Paul S. Denman – basso